# Oemodana
Oemodana is een kevergeslacht uit de familie van de boktorren (Cerambycidae). De wetenschappelijke naam van het geslacht werd voor het eerst geldig gepubliceerd in 1904 door Gahan.

## Soorten
Oemodana omvat de volgende soorten:
- Oemodana binotata Hintz, 1919
- Oemodana quadrinotata Gahan, 1904